# Arado E.340
Die Arado E.340 war ein projektierter deutscher Schnellbomber der Arado Flugzeugwerke im Zweiten Weltkrieg.

## Entwicklung
Entwickelt wurde das Flugzeug auf Basis des 1939 vom Reichsluftfahrtministerium (RLM) ausgeschriebenen Entwicklungsprogramms Bomber B. Dieses beinhaltete die Forderung nach einem 600 km/h schnellen zweimotorigen Bomber, der eine Bombenlast von 2.000 kg bei einer Reichweite von 3.600 km bzw. eine Bombenlast von 6.000 kg auf Kurzstrecken tragen konnte. Zusätzlich waren Abwehrbewaffnungen nach vorn und hinten gefordert. Der Bomber B sollte ab 1943 die vorhandenen Muster, zum Beispiel die Junkers Ju 88 und Dornier Do 217, ablösen.
Die Arado E.340 war mit einer zentralen Rumpfgondel und zwei Leitwerksträgern konzipiert worden. Als Antrieb waren, wie bei einigen weiteren Flugzeugprojekten ab 1939, zwei Jumo 222 mit jeweils 2.000 PS vorgesehen. Da sich die Entwicklung des Jumo 222 immer wieder verzögerte und die Prioritäten gegen Kriegsende auf Jagdflugzeuge gelegt wurde, kam es zu keiner Fertigung.
Die Arado E.340 wird vereinzelt in der Literatur als Arado Ar 340 bezeichnet. Es ist jedoch zweifelhaft, ob die Nummer offiziell vom RLM zugeordnet wurde.

## Technische Daten

Dreiseitenriss

| Kenngröße                                | Daten (mit Jumo 222) | Daten (mit DB 604) |
| ---------------------------------------- | --- | --- |
| Besatzung                                | 4 | 4 |
| Länge                                    | 18,65 m | 18,65 m |
| Spannweite                               | 23,00 m | 23,00 m |
| Höhe                                     | 5,15 m | 5,15 m |
| Flügelfläche                             | 69,00 m² | 69,00 m² |
| Flügelstreckung                          | 7,7 | 7,7 |
| Flächenbelastung (Start)                 | 258 kg/m² | 256 kg/m² |
| Leistungsbelastung (Start)               | 4,45 kg/PS | 3,56 kg/PS |
| Rüstmasse                                | 11.680 kg | 11.680 kg |
| Gesamtlast                               | 6.102 kg | 6.102 kg |
| Startmasse                               | 17.800 kg | 17.800 kg |
| Antrieb                                  | 2 × Jumo 222, je 2.000 PS (1.471 kW) | 2 × Daimler-Benz DB 604, je 2.660 PS (1.956 kW) |
| Höchstgeschwindigkeit am Ziel mit Bomben | 476 km/h in Bodennähe 510 km/h in 2.000 m Höhe 533 km/h in 4.000 m Höhe 500 km/h in 6.000 m Höhe | 503 km/h in Bodennähe 550 km/h in 2.000 m Höhe 575 km/h in 4.000 m Höhe 625 km/h in 6.000 m Höhe |
| Höchstgeschwindigkeit                    | 585 km/h in 6.200 m Volldruckhöhe 560 km/h in 8.000 m Volldruckhöhe | 630 km/h in 6.200 m Volldruckhöhe 605 km/h in 8.000 m Volldruckhöhe |
| Marschgeschwindigkeit                    | 473 km/h in 8.000 m Höhe (Hinflug) 510 km/h in 8.000 m Höhe (Rückflug) | 473 km/h in 8.000 m Höhe (Hinflug) 510 km/h in 8.000 m Höhe (Rückflug) |
| Steigzeit                                | 1,9 min auf 1.000 m Höhe 4,0 min auf 2.000 m Höhe 8,6 min auf 4.000 m Höhe 13,7 min auf 6.000 m Höhe 23,0 min auf 8.000 m Höhe                                                                                | 1,5 min auf 1.000 m Höhe 3,1 min auf 2.000 m Höhe 6,3 min auf 4.000 m Höhe 10,3 min auf 6.000 m Höhe 16,5 min auf 8.000 m Höhe                                                                                |
| Dienstgipfelhöhe                         | 8.900 m | 9.700 m |
| Reichweite                               | 3600 km | 3600 km |
| Flugdauer                                | 7,33 h | 7,33 h |
| Rollstrecke                              | 430 m | 370 m |
| Bewaffnung                               | B-Stand: 2 × MG 131 in Drehturm FDL-131/7 mit Richtantrieb FA 6 C-Stand: 2 × MG 131 in Drehturm FDL-131/7 Rumpfheckstand: 1 × MG 151 in Hecklafette FHL 151 Leitwerksheckstand: je 1 × MG 131 mit Fernantrieb | B-Stand: 2 × MG 131 in Drehturm FDL-131/7 mit Richtantrieb FA 6 C-Stand: 2 × MG 131 in Drehturm FDL-131/7 Rumpfheckstand: 1 × MG 151 in Hecklafette FHL 151 Leitwerksheckstand: je 1 × MG 131 mit Fernantrieb |
| Bombenlast                               | 4.000 kg | 4.000 kg |